# روبرت فلاك
روبرت فلاك (5 أبريل 1917 - 3 نوفمبر 1993) (بالإنجليزية: Robert Flack)‏ هو لاعب كريكت جنوب أفريقي.